# Santa Catalina, Tabasco
Santa Catalina är en ort i Mexiko.   Den ligger i kommunen Centro och delstaten Tabasco, i den sydöstra delen av landet, 700 km öster om huvudstaden Mexico City. Santa Catalina ligger 13 meter över havet och antalet invånare är 202.
Terrängen runt Santa Catalina är mycket platt. Runt Santa Catalina är det tätbefolkat, med 442 invånare per kvadratkilometer. Närmaste större samhälle är Villahermosa, 10,8 km sydost om Santa Catalina. Runt Santa Catalina är det i huvudsak tätbebyggt.